# Eumops patagonicus
Eumops patagonicus (Thomas, 1924) è un pipistrello della famiglia dei Molossidi diffuso nell'America meridionale.

## Descrizione

### Dimensioni
Pipistrello di piccole dimensioni, con la lunghezza totale tra 90 e 120 mm, la lunghezza dell'avambraccio tra 42,4 e 47 mm, la lunghezza della coda tra 30 e 43 mm, la lunghezza del piede tra 7 e 11 mm, la lunghezza delle orecchie tra 12 e 22 mm e un peso fino a 16 g.

### Aspetto
Le parti dorsali sono bruno-grigiastre cosparse di peli grigi, mentre le parti ventrali sono leggermente più chiare. La testa è larga ed appiattita, le labbra sono lisce. Le orecchie sono larghe, triangolari e unite alla base anteriore. L'antitrago è grande e semi-circolare. Le membrane alari sono marroni scure e attaccate posteriormente sulle caviglie. La coda è lunga, tozza e si estende per circa la metà oltre l'uropatagio.

## Biologia

### Comportamento
Si rifugia nelle cavità degli alberi e sotto tetti di edifici.

### Alimentazione
Si nutre di catturati sopra stagni e corsi d'acqua.

## Distribuzione e habitat
Questa specie è diffuso dalla Bolivia sud-orientale fino alla Patagonia.
Vive nelle boscaglie spinose del Chaco.

## Tassonomia
Sono state riconosciute 2 sottospecie:
- E.p.patagonicus: Provincia argentina centro-orientale di Chubut;
- E.p.beckeri (Sanborn, 1932): Bolivia sud-orientale, Paraguay, Argentina settentrionale fino alla provincia di Buenos Aires.

## Conservazione
La IUCN Red List, considerato il vasto areale e la popolazione presumibilmente numerosa, classifica E.patagonicus come specie a rischio minimo (Least Concern)).